# اندیس رود کرخه
رود کرخه یک اندیس غیرفلزی است که در حوالی شهر انديمشك استان خوزستان قرار دارد و مادهٔ معدنی موجود در آن، لوکوکسن است.سنگ میزبان این اندیس آهک است  